# AMD K6-2

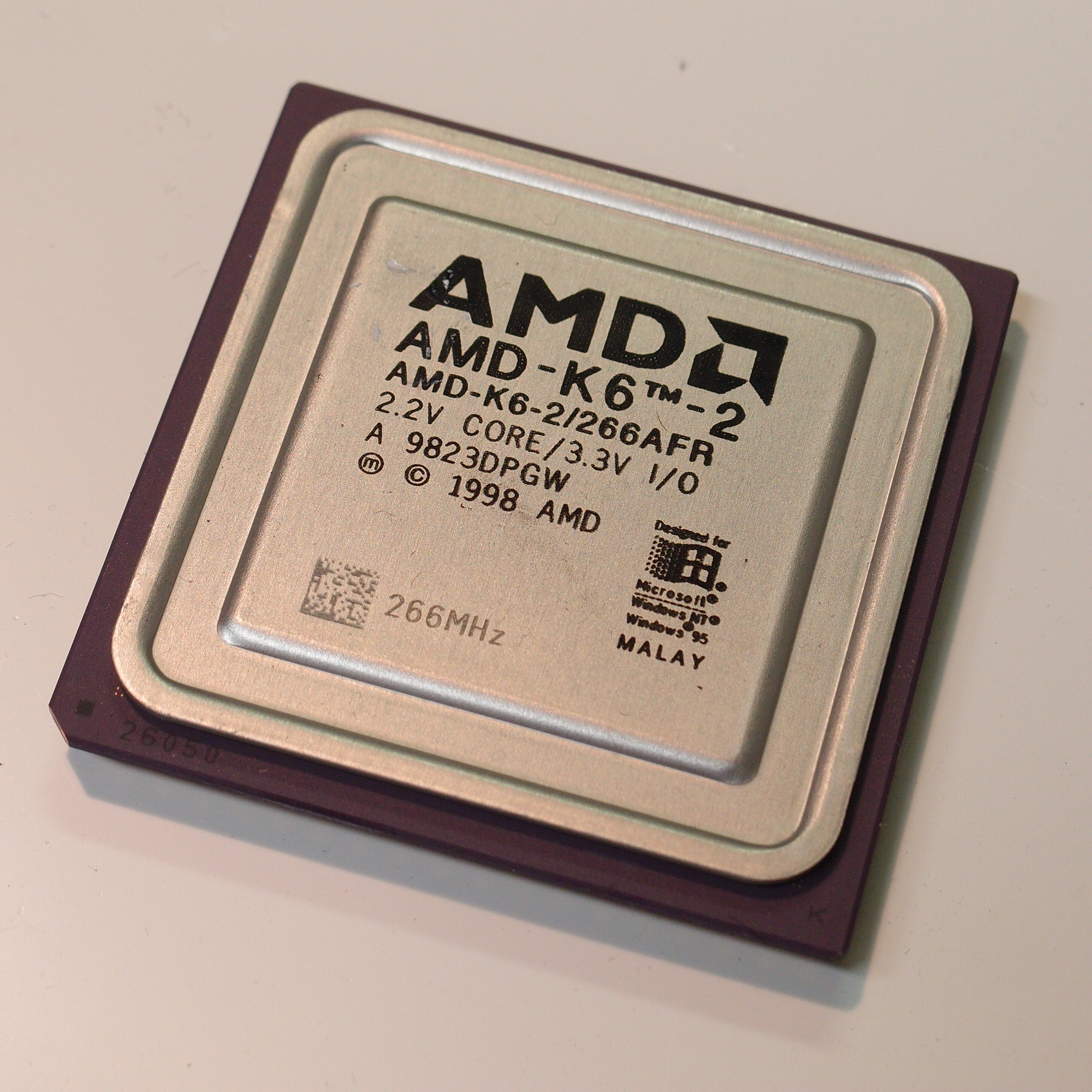
AMD K6-2 266 MHz

AMD K6-2 — мікропроцесор архітектури IA-32 (x86-32) виробництва AMD. Розвиток процесора AMD K6. Працював на частотах від 200 до 550 МГц.. Також існувала версія 570 МГц. Вперше був представлений корпорацією AMD, 28 травня 1998. Основною відмінністю від K6 була наявність нового набору SIMD інструкцій для обчислень з рухомою комою 3DNow!.

## Історія

Die shot of an AMD K6-2 500AFX processor

Мікроархітектура AMD K6-2

K6-2 проектувався як конкурент значно дорожчого процесора Intel Pentium II. Продуктивність цих процесорів була порівнянна: K6-2 випереджав (або, принаймні, не був повільнішим) в універсальних обчисленнях, але досить сильно поступався Pentium II в обчисленнях з числами з рухомою комою. K6-2 став першим ЦП сімейства x86, що використав принцип SIMD для обчислень з рухомою комою. Для цього в систему команд процесора було введено розширення під назвою 3DNow!, яке забезпечувало обробку двох чисел одинарної точності (Single Precision) за допомогою однієї команди. 3DNow! при правильному використанні могла істотно підвищити продуктивність процесора в області тривимірної графіки і деяких спеціальних обчислень. Інновація виявилася досить вдалою, але вона ускладнювала і так непросту систему команд x86, до того ж через кілька місяців Intel представила власний набір SIMD-інструкцій під назвою SSE, який у підсумку став загальновживаним.
K6-2 виявився відносно успішним чипом і забезпечив AMD деяку маркетингову основу і фінансову стабільність, необхідну в той момент компанії для завершення циклу розробки Athlon (K7). Початковий К6-2 300 продавався найкраще.[джерело?] Він швидко завоював репутацію на ринку та запропонував вигідне співвідношення ціна/продуктивність у порівнянні з Intel Celeron 300A. Хоча K6-2 мав посередню продуктивність з рухомою комою в порівнянні з Celeron, він пропонував швидший доступ до системної оперативної пам’яті (завдяки материнській платі Super 7), а також графічні розширення 3DNow. У міру того, як ринок рухався далі, AMD випустила багато процесорів K6-2, найбільш продаваними були 350, 400, 450 і 500. На той час, коли 450 і 500 були масові, сімейство K6-2 вже перейшла в сегмент бюджетних ПК, де все ще успішно конкурувала з Intel Celeron. 
Майже всі K6-2 проектувалися з розрахунку на використання 100 МГц шини на платформі Super7, тому що Intel не дозволяла ліцензувати AMD інші свої платформи. Недоліком Socket/Super7 платформ була маленька пропускна здатність пам'яті, що спочатку прирікало всі процесори на провал перед прийдешніми системами Intel. Але AMD, на відміну від інших виробників (IDT, Cyrix), вдалося витримати конкуренцію.

## K2+
Незважаючи на назву, маловідомий K6-2+ був заснований на конструкції AMD K6-III+ (модель 13) з 128 КБ інтегрованого кешу L2 і побудований на 0,18 мікрометровому процесі (по суті, K6-III+ з половиною кеш-пам'яті L2). ). K6-2+ був спеціально розроблений як малопотужний мобільний процесор. Деякі компанії-виробники материнських плат, такі як Gigabyte і FIC, надали оновлення BIOS для своїх настільних материнських плат, щоб дозволити використання цих процесорів; для інших системних плат, які офіційно не підтримуються, спільнота створила неофіційні оновлення BIOS самостійно.
Більшість материнських плат K6-2+ не підтримували налаштування тактового множника більше 5,5, оскільки 550 МГц була найвищою офіційною швидкістю K6-2+ (100*5,5 = 550), але маловідома функція як K6-2, так і K6-2+ полягала в тому, що він інтерпретував налаштування множника частоти материнської плати 2 як 6. 

## Моделі

### «Chomper»
- Інформація CPUID: Family 5, Model 8, Stepping 0
- 9,3 транзисторів за техпроцесом 250 нм
- Площа кристала: 81 мм ²
- Типове енергоспоживання тепловиділення: 14,7-19,95 Ват (залежно від частоти)
- Кеш першого рівня: 32 + 32 КБ (дані + інструкції)
- MMX, 3DNow!
- Роз'єм Super Socket 7
- Частота системної шини: 66 або 100 МГц (залежно від моделі)
- Вперше представлений: 28 травня 1998
- Напруга живлення: 2.2 В
- Частоти: 233, 266, 300, 333, 350 МГц

### «Chomper Extended (CXT)»
- Інформація CPUID: Family 5, Model 8, Stepping 12
- 9,3 транзисторів за техпроцесом 250 нм
- Площа кристала: 99 мм ²
- Типове енергоспоживання тепловиділення: 17,2-28,4 Ват (залежно від частоти)
- Кеш першого рівня: 32 + 32 КБ (дані + інструкції)
- MMX, 3DNow!
- Роз'єм Super Socket 7
- Частота системної шини: 66, 95, 97 або 100 МГц (залежно від моделі)
- Вперше представлений: 28 травня 1998
- Напруга живлення: 2.0 (мобільний) 2.2, 2.3, 2.4 В
- Частоти: 200, 233, 266, 300, 333, 350, 366, 380, 400, 427.5, 450, 475, 500, 533, 550 МГц

Випускався як у настільному, так і мобільному варіантах. Ці дві моделі також проходять з маркуванням K6 3D. Таке маркування використовувалося як кодове ім'я, а також позначення інженерних зразків.